# Hans-Dieter Brüchert
Hans-Dieter Brüchert (n. 18 august 1952, Jarmen, Republica Democrată Germană, Germania) este un luptător ce a reprezentat Republica Democrată Germană, medaliat olimpic. A participat la o ediție a Jocurilor Olimpice (1976) în care a câștigat o medalie de argint.

## Participări
Lista de mai jos prezintă principalele competiții la care a participat Hans-Dieter Brüchert de-a lungul carierei.
- wrestling at the 1976 Summer Olympics – men's freestyle 57 kg[*]